# Philonthus prolatus
Philonthus prolatus är en skalbaggsart som beskrevs av Sharp 1874. Philonthus prolatus ingår i släktet Philonthus och familjen kortvingar. Inga underarter finns listade i Catalogue of Life.